# صوبة البنغال
صوبة البنغال كانت منطقة إدارية تابعة لمغول الهند تشمل بنغلاديش الحديثة وولاية البنغال الغربية الهندية بين قرن السادس عشر والثامن عشر. أنشئت الدولة عقب انحلال «سلطنة البنغال»، عندما تم استيعاب المنطقة إلى واحدة من أكبر إمبراطوريات العالم.
لعبت المغول دورا مهما في تطوير ثقافة المجتمع البنغالية الحديثة. حيث أن البنغال كانت مقاطعة أغنى إمبراطورية للمغولية. أنتجت 50% من الناتج المحلي الإجمالي للإمبراطورية و 12% من الناتج المحلي الإجمالي في العالم، حيث كانت المهيمنة على النتاج العالمي في الصناعات مثل : صناعة النسيج وصناعة السفن، مع العاصمة دكا لعدد سكان يتجاوز 1 مليون شخص.
```
حيث أن عاصمة دكا كانت مصدرا للحرير  لعدد سكان يتجاوز 1 مليون شخص. وكان مصدر من نترات المنسوجات والصلب والحرير، والقطن، والزراعية..
```

خلال القرن الثامن عشر، ظهرت بنغال مغول الهند كدولة شبه مستقلة، تحت «نوبس البنغال»، قبل أن تغزوها شركة الهند الشرقية البريطانية والتي أسهمت مباشرة في الثورة الصناعية في بريطانيا (مثل صناعة النسيج خلال الثورة الصناعية).

## التاريخ

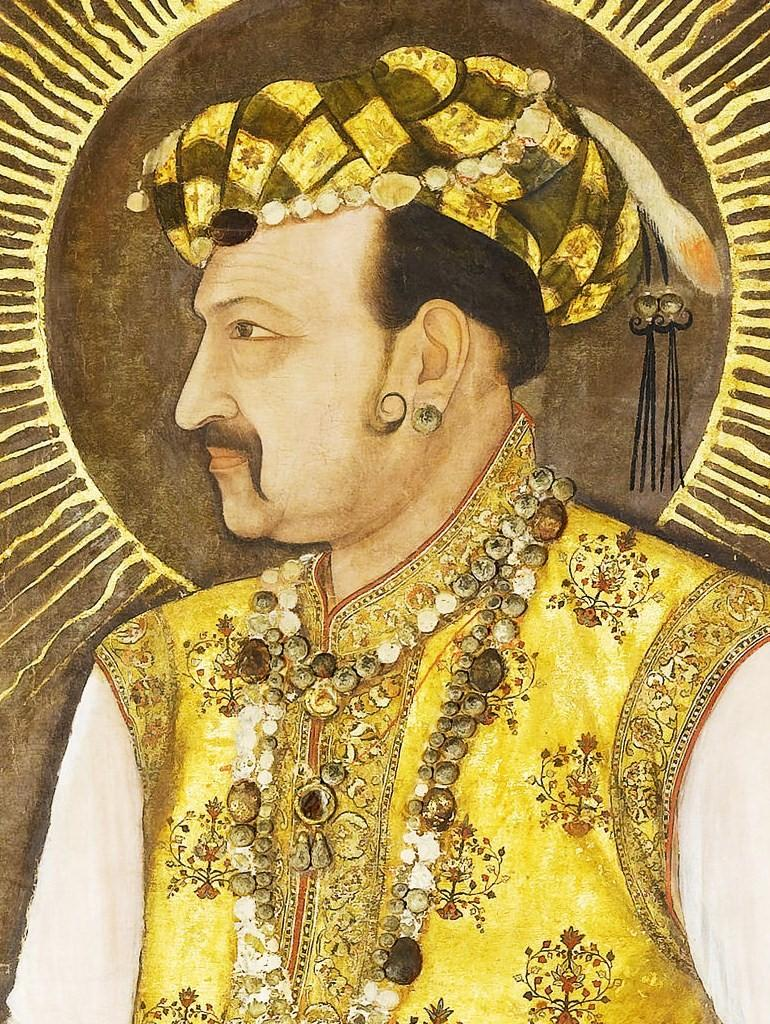
دكا

لاحظت إمبراطورية مغول الهند تقدم بنغال مغول الهند خلال عهود الأباطرة الأولين بابر وهمايون نمواً 1529، هزم بابر السلطان ناصر الدين شاه نصرة سلطنة البنغال خلال شهر. ضمتها أجزاء من ولاية البنغال. احتل بابر وابنه همايون العاصمة البنغالية غور، حيث مكث لمدة ستة أشهر. 
اجبرت همايون لاحقاً البحث في ملجأ في بلاد فارس بسبب الفتوحات شير شاه سوري.انقطع شير شاه سوري بإيجاز يسود كلا المغول و «السلاطين».
```
بعد هزيمة البنغال السلطان داوود خان كارني في راجمال في 1576،   أعلن الامبرطور الإيراني الكبير  بادشاه ابنه وخلف همايون بابور ضم فيها أجزاء من ولاية البنغال حيث مكث لمدة ستة أشهر. احتلت العاصمة البنغالية غور، وبعدها اجبرت همايون البحث في ملجأ في بلاد فارس بسبب الفتوحات شير شاه سوري ومقاطعة شير شاه سوري بإيجاز ساد على ذاك الحد !.
```

بعد هزيمة السلطان التوسكاني البنغال داود خان كراني في رجماحان في 1576، أعلن (الامبرطور) المغول باديشها أكبر العظيم بإنشاء البنغال مقاطعة الأصلية (المقاطعات على مستوى أعلى)باعتبارها واحدة من اثني عشر، المتاخمة لصوبة بهار وأوريسا، وكذلك مثل بورما.
اعطت السمات الفيزيائية للبنغال مناخا مواتيا وتربة خصبة،جعلتها محطةً لعملية غزو وترحال تركستان-مغول على مستوى القارة.
بدا ريتشارد ايتون الفتح المغولي للبنغال بالانتصار الحاسم لأكبر لجيش على الحاكم الأفغاني المستقل للمقاطعة داوود كاراني، في توكاروي (بالقرب من دانتون، مقاطعة ميدنابور) في 3 مارس 1575. استغرق الأمر عدة سنوات للتغلب على مقاومة الطموح و القادة المحليين. بموجب مرسوم ملكي من 24 نوفمبر 1586 حيث قدم أكبر إدارة شبه موحدة في جميع أنحاء الإمبراطورية. ومع ذلك، في رأي تابان رايتاتشبون بدأت بتوحيد سلطة مغول الهند في البنغال وتهدئة المقاطعة حقا في 1594.
أبرز القادة المحليين أو الملاك هم «بارا بهويس» أو بارو بهويان (اثنا عشر بهويا). كان العديد من الرؤساء الذين أخضعهم مغول الهند، وبعضهم من بورا بويهيا على وجه الخصوص، من الهندوس أو باتان الناشئة الذين أمسكوا بالأراضي أثناء الانتقال من الحكم الأفغاني إلى حكم مغول الهند، ولكن عدد قليل مثل راجاس من بيشنوبور وسوسانغ وتشاندرادويب. كان الأمراء الهندوس كبار السن الذين حكموا بشكل مستقل من زمن سحيق. بحلول القرن السابع عشر، أخضع مغول الهند معارضة من مالكي بارو-بيويان، ولا سيما عيسى خان. تم دمج البنغال في إمبراطورية قوية ومزدهرة ؛ وشكلت من قبل السياسات الإمبريالية للحكومة التعددية. بنى مغول الهند عاصمة إمبراطورية جديدة في دكا من عام 1610، مع تحصينات متطورة، وحدائق، ومقابر، وقصور، ومساجد. كان بمثابة عاصمة بنغال مغول الهند لمدة 75 عاما. تمت إعادة تسمية المدينة على شرف الإمبراطور جهانكير. ظهرت دكا باعتبارها العاصمة التجارية للإمبراطورية مغول الهند، نظرا لأنها كانت مركز أكبر صادرات الإمبراطورية: المنسوجات القطنية.
هزم الفتح مغول الهند لشيتاغونغ عام 1666 مملكة (أرمز) البورمية وأعاد تأسيس السيطرة البنغالية على المدينة الساحلية التي أعيدت تسميتها باسم إسلام أباد. تم إنشاء منطقة الحدود في جبال تشيتاجونج هيل تراكتس دولة رافدة البنغال مغول الهند وتم توقيع معاهدة مع دائرة شاكما في عام 1713.
بين عامي 1576 و 1717، حكم البنغال من قبل مغول الهند سوبيدار (الحاكم الإمبراطوري). وغالبا ما يتم تعيين أعضاء العائلة الإمبراطورية في هذا المنصب.كان الأمير شاه شوجا نائب الملك ابن الإمبراطور شاه جهان.خلال النضال من أجل الخلافة مع أخيه الأمير أورانجازب، الأمير دارا شيكوه والأمير مراد باكش، أعلن الأمير شوجا نفسه إمبراطور مغول الهند في البنغال. هزم في النهاية من جيوش اورانجازيب. هرب شوجا إلى مملكة أراكان، حيث قُتل هو وعائلته بناء على أوامر الملك في مراوك يو. كان شايتشان خان نائبًا مؤثرًا في عهد أورانجازيب. عزز السيطرة مغول الهند على شرق البنغال.
```
الأمير محمد عزام شاه، الذي كان يعمل كواحد من الوكلاء في ولاية البنغال، تم تنصيبه على العرش مغول الهند لمدة أربعة أشهر في عام 1707. وقدم فايسروي إبراهيم خان الثاني تصاريح للتجار الإنجليز والفرنسيين للقيام بأنشطة تجارية في البنغال. أعطى الوالي الأخير الأمير عظيم آدم-شان تصاريح لإنشاء شركة فورت ويليام البريطانية في الهند الشرقية في كلكتا، وفرنسا الشرقية في الهند الشرقية وفورت أورليانز في تشاندرناغوري وحصن شركة الهند الشرقية الهولندية في شينسورا. خلال ولاية عظيم-شان، برز رئيس وزرائه مرشد قولي خان كشخصية قوية في البنغال. اكتسب خان السيطرة على الامبراطوريات المالية. تم نقل آزيم بن شاه إلى بيهار.
```

```
في عام 1717، رفعت محكمة مغول الهند من موقف رئيس الوزراء إلى نواب من ولاية البنغال. أسس خان عاصمة جديدة في مرشد أباد. نشأته شكلت السلالة الناصرية. أسس الالفيريد خان سلالة جديدة في عام 1740. حكمت نابس على الأراضي التي شملت البنغال السليم، وبيهار وأوريسا.
```

## نواب البنغال

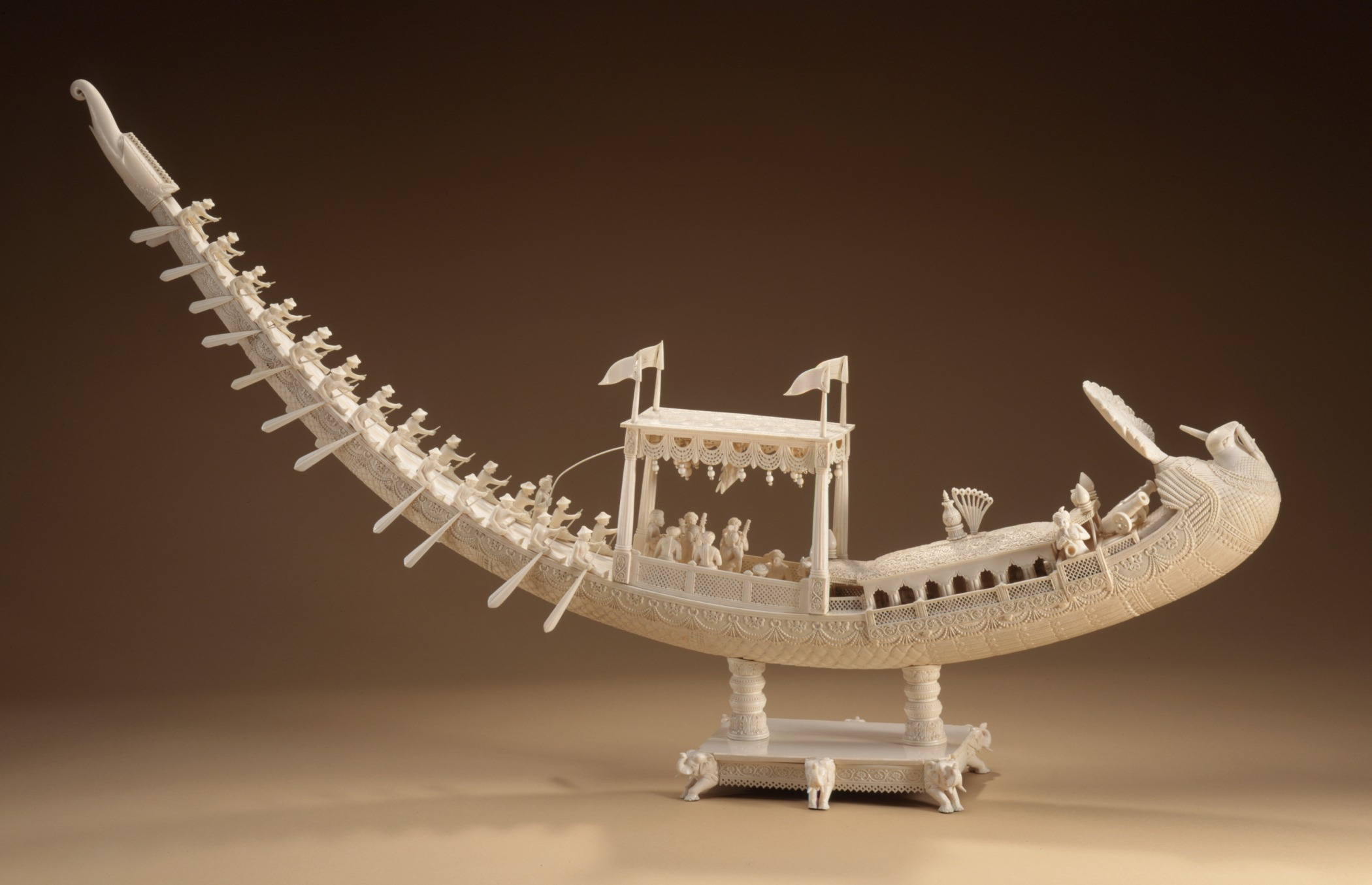
فن النحت الخاص بزجاجة نواب الطاووس الملكية، بمتحف مقاطعة لوس انجليس

في القرن الثامن،تفككت سلطة محكمة مغول الهند سريعا، بعد صعود إمبراطورية المراثا في الهند والاجتياحات الأجنبية التي قام بها نادر شاه من بلاد فارس وأحمد شاه العبدلي من أفغانستان.
في البنغال، عرفت معظم الثروات التي اكتسبتها النخبة، مع انخفاض الأجور للعمل اليدوي.
أبرم نوابس البنغال معاهدات العديد من القوى الاستعمارية الأوروبية، بما في ذلك شركات المساهمة التي تمثل بريطانيا والنمسا والدنمارك وفرنسا وهولندا.

## غزوات مارثا
في القرن الثامن عشر شنت إمبراطورية ماراتا الهندوسية غارات وحشية ضد الدولة البنغالية المزدهرة في، والتي أضافت مزيدا من الانخفاض إلى نوابس البنغال.
```
استغرق عقد من غزوات المراثا الباسلة من البنغال من 1740 إلى أوائل 1750s نواب البنغال لدفع روبية. 1.2 مليون من الجزية سنوياً.
```

شنت إمبراطورية ماراتا الهندوسية من جديد غارات وحشية ضد الدولة البنغالية المزدهرة في القرن الثامن عشر، والتي أضافت مزيدا من الانخفاض إلى نوابس البنغال. استغرق عقد من غزوات المراثا الباسلة من البنغال من 1740 إلى أوائل 1750s نواب البنغال لدفع روبية. 1.2 مليون من الجزية سنوياً مثل كاث البنغال و بحار إلى مارثان.والمارثان نفسه وافق على عدم غزو البنغال مرة أخرى.
الحملات التي قادها راجي بنسيل من ناجبور، أسست أيضا السيطرة المارثية الفعلية على اورسيا، التي أدرجت رسميا في الابعاد المارثوية في 1752.
دفع نواب البنغال 3.2 مليون روبية إلى مارثان أيضا، حسب المتأخرات من شاوي في السنوات السابقة.   تم دفع الرهان سنويًا من قبل نواب البنغال إلى المراثا حتى عام 1758 أيضا، أثناء احتلالهم بيهار والبنغال الغربية وصولًا إلى نهر هوغلي  قام غزاة مرثا الذين يطلق عليهم اسم «بارجي» في البنغالية، بشن أعمال وحشية ضد السكان المحليين.ويقدر عدد الماراثا بحوالي 400،000 شخص.
هذا مادمر الاقتصاد البنغالي، حيث أن العديد من الأشخاص الذين قتلوا في غارات المراثا شمل التجار، النساجون كالنسيج الحرير،ومزارع التوت.
```
في عام 1742،ذكر مصنع كوسيمبازار أن المراثا أحرقوا العديد من المنازل التي صنعت فيها قطع من الحرير، إلى جانب العديد من اغراض النساجين.
```

## الاستعمار البريطاني

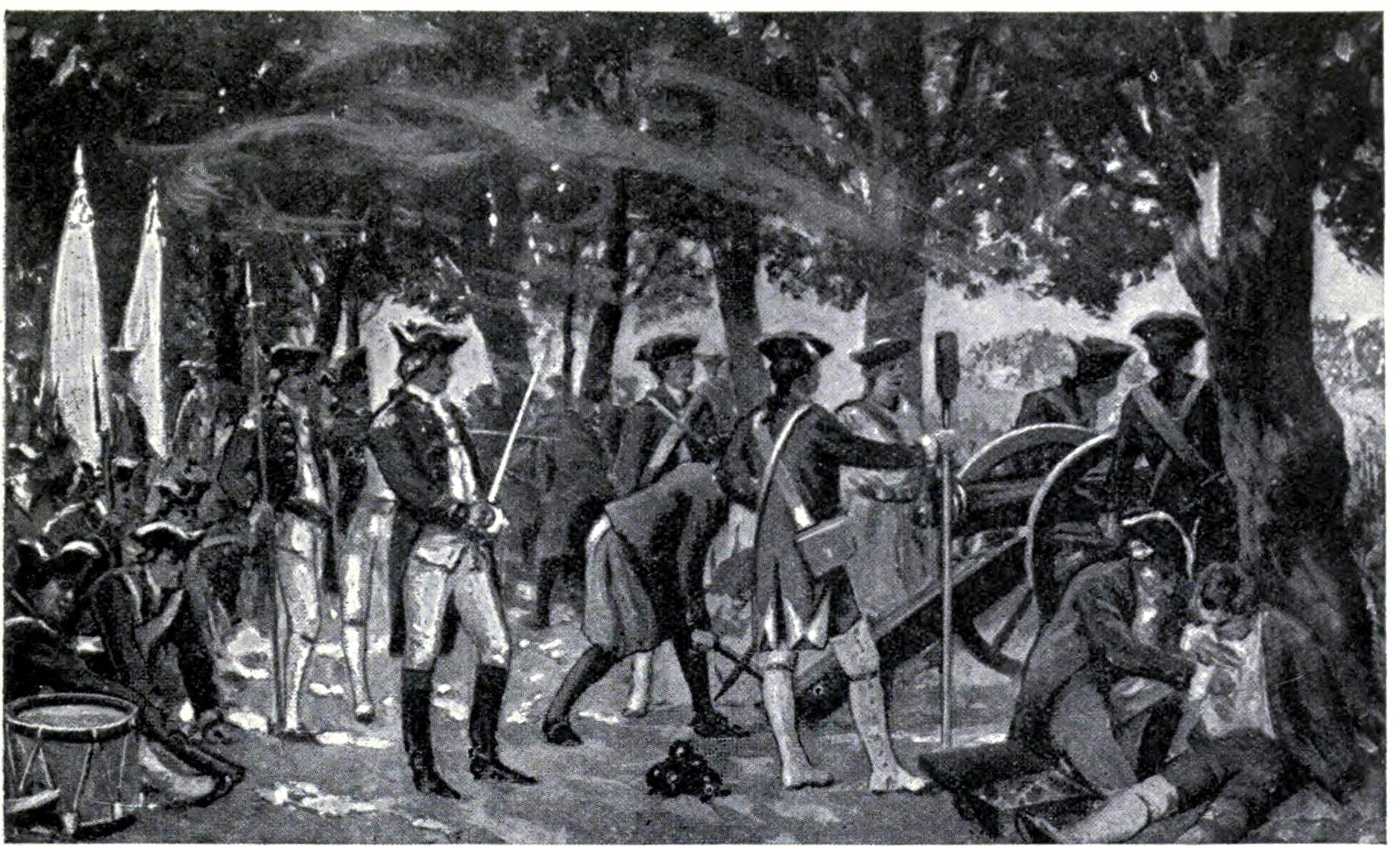
الجنود البريطانيين يطلقون النار على القوات البنغالية تحت بساتين المانجو في بلاسي, 1757

بحلول أواخر القرن الثامن عشر، برزت القوة العسكرية الابرز في المنطقة (شركة الهند الشرقية البريطانية )باعتبارها القوى العظمى، حيث هزمت سراج الدين الدول المتحالفة مع الفرنسيين في معركة بلاسي في عام 1757، والتي كان سببها إلى حد كبير خيانة نواب من قبل موثوق به مير جعفر. اكتسبت الشركة السيطرة الإدارية على أراضي نواب، بما في ذلك البنغال وبيهار وأوريسا.
حصلت على حق جمع الضرائب نيابة عن المحكمة مغول الهند بعد معركة بوكسار في 1765. كانت البنغال وبيهار وأوريسا جزءا من رئاسة البنغال حيث ضمت إلى الإمبراطورية الاستعمارية البريطانية في 1793.انتهى التمرد الهندي رسميا عام 1857..حكم راج الشركة في الهند عندما استبدل البريطاني سلطة بلاط مغول الهند.
كما قامت قوى أوروبية أخرى بنصب مستعمرات صغيرة على أراضي مغول الهند البنغالية، بما في ذلك مستعمرات البنغال الهولندية في الهند الشرقية، والمستعمرة الاستعمارية الفرنسية في تشاندناغور، والمستعمرة الاستعمارية الدنماركية في سيرامبور، ومستوطنة هابسبورغ الملكية أوستند في بانكبور.

## الحملات العسكرية
يتمتع البنغال بالسيادة العسكرية وفقا لجواو دي باردوس على أراكان وتريبورا بسبب المدفعية الجيدة تمتيز بقوتها  احتوائها على مدافع كبيرة ملحوظة.غير انها كانت  مصدرا رئيسيا للبارود والملح في أوروبا. بنى الجيش مغول الهند التحصينات في جميع أنحاء المنطقة،بما في ذلك قلعة Idrakpur، قلعة Sonakanda، قلعة Hajiganj، قلعة Lalbagh وحصن Jangalbari. وبعدها قام مغول الهندبطرد القراصنة الأراكان والبرتغاليين من الساحل الشمالي الشرقي لخليج البنغال خلال  فترة العصور الوسطى المتأخرة وأوائل العصور الحديثة، كانت البنغال معروفة ببحرتها البحرية وبناء السفن. يشمل الجدول التالي قائمة بارتباطات عسكرية ملحوظة من قبل المغول البنغال: -
,

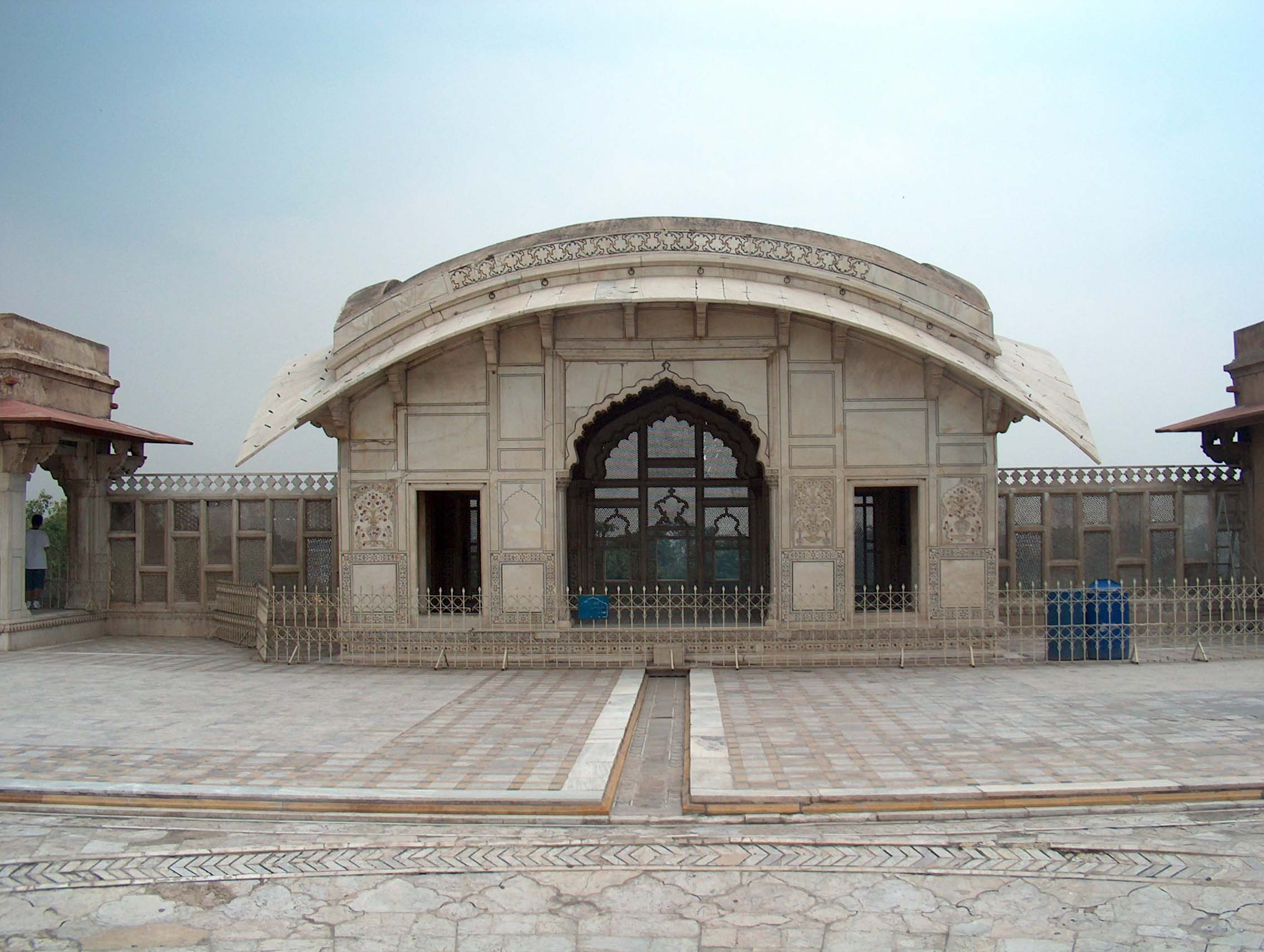
البنغالية أسقف منحنية من قبل المعماريين المغوليين في أجزاء أخرى من الإمبراطورية، كما في جناح Naulakha في لاهور

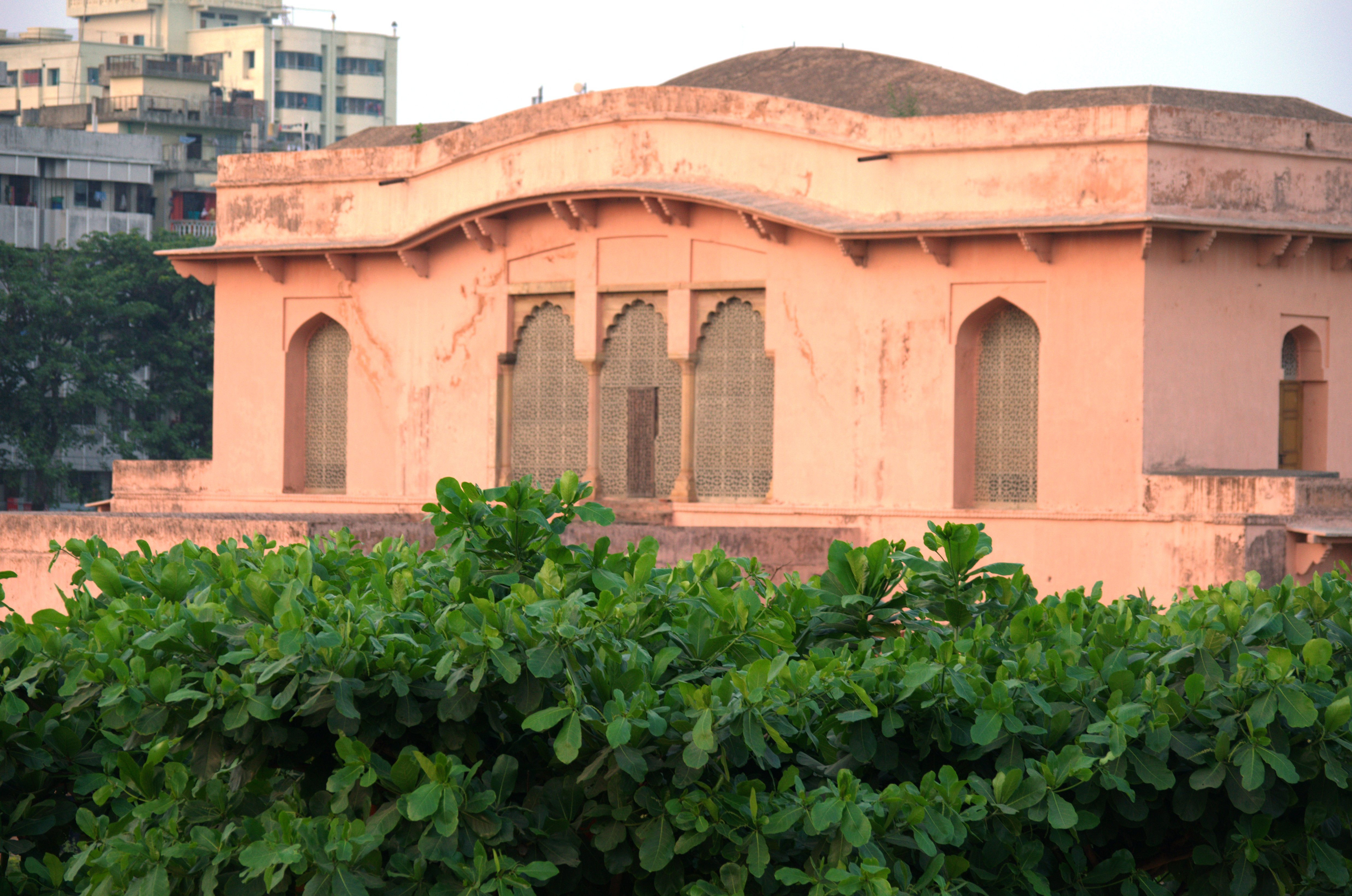
منظر للحمام وقاعة الجمهور في قلعة لالباغ

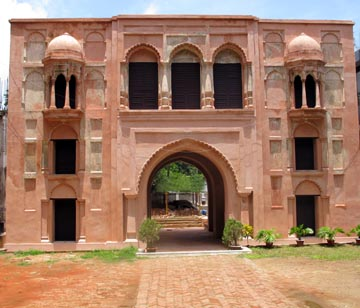
Nimtoli Deuri, named after the شجرة النيم

انتشرت العمارة المغولية البنغال في القرون السادس عشر والسابع عشر والثامن عشر، وكانت أقدم مثال على ذلك مسجد خيرا في بوغر عام(1582). احلت محل الهندسة المعمارية السابقة في السلطنة. كان في دكا أن النمط الإمبراطوري الأكثر انغماساً فيه.والتي تقع على ضفاف نهر بوريجانجا،بحيث وصفت المدينة المغولية القديمة بأنها فينيسيا الشرق.كان هناك حصن لالباج عبارة عن مجمع متقن من الحدائق، والنوافير، ومسجد، وقبر، وقاعة للحفلات (ديوان-إ-خاس) ومحيط مسور مع بوابات. 
كانت كارافانسيراي العظمى وشايستا خان كارافانسيراي في دكا مراكز للأنشطة التجارية. تشمل المعالم الأخرى في المدينة Dhanmondi Shahi Eidgah (1640)، ومسجد Sat Gambuj (حوالي 1664 - 766)، ومسجد شهباز خان (1679) ومسجد خان محمد مريضة (1704)وأصبحت مدينة مرشد أباد ملاذاً للعمارة المغولية تحت نواب البنغال، وكان ابرز المعالم الاثرية مسجد كارافانسيري عام 1723.
استمر النمط البنغالي الإسلامي الاصلي في الازدهار في المناطق الريفية الريفية ممزوجًا بالعناصر المغولية.وهذا أحد أرقى الأمثلة على النمط المذكور ادناه هو مسجد العطية في تانجيل (1609). كما تم إنشاء العديد من روائع معمارية معبد الهندوسية خلال هذه الفترة. وتشمل الأمثلة البارزة معبد كانتيجوي (1704) ومعابد بيشنوبر (1600-(1729)

## الفن
ينعكس الفن البنغالي المغولي الأصيل في النسيج الشجري لجامداني (أي «زهرة» بالفارسية). صنع جامدان الريادة من قبل النساجين الفارسيين، وانتقل الفن إلى أيدي النساجين البنغاليين المسلمين المعروفين باسم الجوهولاس.
```
كانت صناعة الحرفي تاريخيا متمركزة حول مدينة دكا. كان في المدينة أكثر من 80،000 من النساجين. يستخدم جمدان بشكل تقليدي تصاميم هندسية بأشكال نباتية. غالبًا ما تشبه زخارفها تلك الموجودة في فن النسيج الإيراني (عازف البوتا) وفن النسيج الغربي (البيزلي). استمتع جمدان دكا بمتابعات مخلصة وحظوا برعاية إمبراطورية من البلاط المغولي في دلهي ونوابس البنغال. 
```

ازدهر أسلوب بنغالي محلي من اللوحات المغولية في مرشد أباد خلال القرن الثامن عشر. وكانت اللوحة التمرير والتماثيل العاجية سائدة أيضًا.

## الحكومة
ترأس حكومة الولاية نائب الملك (صوبه دار نظام) الذي عينه الإمبراطور المغولي بين عامي 1576 و 1717. وقد مارس نائب الملك سلطة هائلة، مع حكومته وأربعة رؤساء وزراء (ديوان). كان نواب المحافظين الثلاثة في ولاية البنغال، بيهار وأوريسا، معروفين باسم ناظم ناظم. تم تأسيس طبقة أرستقراطية ضخمة من قبل المغول في البنغال. كانت الأرستقراطية مسؤولة عن الضرائب وجمع العائدات. تم منح أصحاب الأرض مع لقب Jagirdar. تم حجز لقب القاضي لرئيس المحكمة. كان منسودرس قادة للجيش المغولي، في حين كان faujdars جنرالات. كان الفضل لمغول الهند من أجل التعددية العلمانية في عهد أكبر، الذي روج للعقيدة الدينية لـ الدين الإلهي روج الحكام لاحقا للإسلام المحافظ.
في عام 1717، حلت حكومة المغول محل فايسروي عظيم-شان بسبب الصراعات مع نائبه المؤثر ورئيس الوزراء مرشد قلي خان.أدى تزايد الحكم الذاتي الإقليمي إلى قيام محكمة مغول الهند بإقامة إمارة وراثية في البنغال، مع الاعتراف بخان في العنوان الرسمي للناظم. أسس سلالة ناصري. في عام 1740، في أعقاب معركة جيريا، نظم أليفاردي خان انقلابا وأسس سلالة أفسر القصيرة الأجل. لجميع الأغراض العملية، تصرف النازيون كأمراء مستقلين. القوى الاستعمارية الأوروبية يشار إليها باسم نابس.

## معرض صور

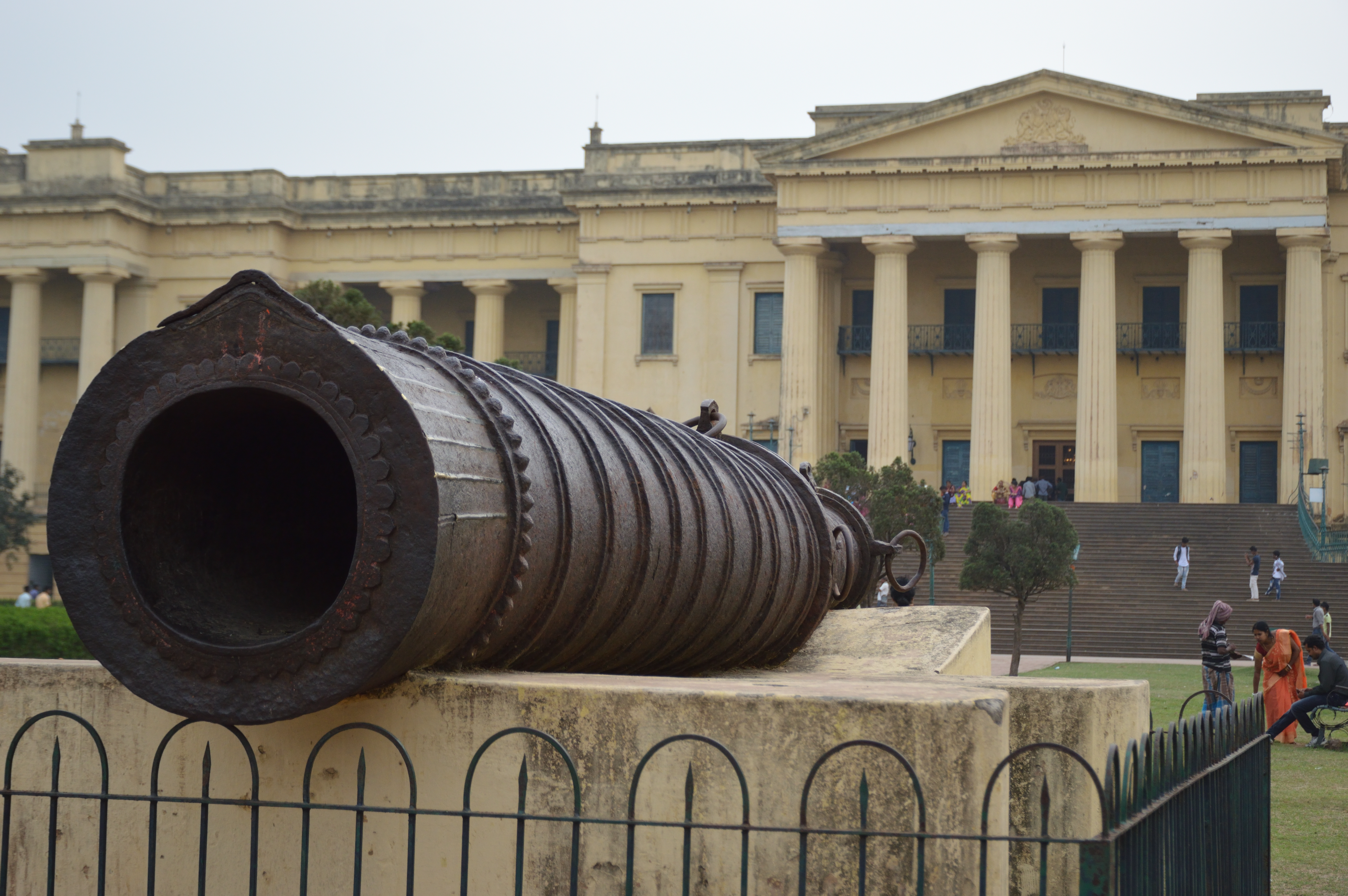
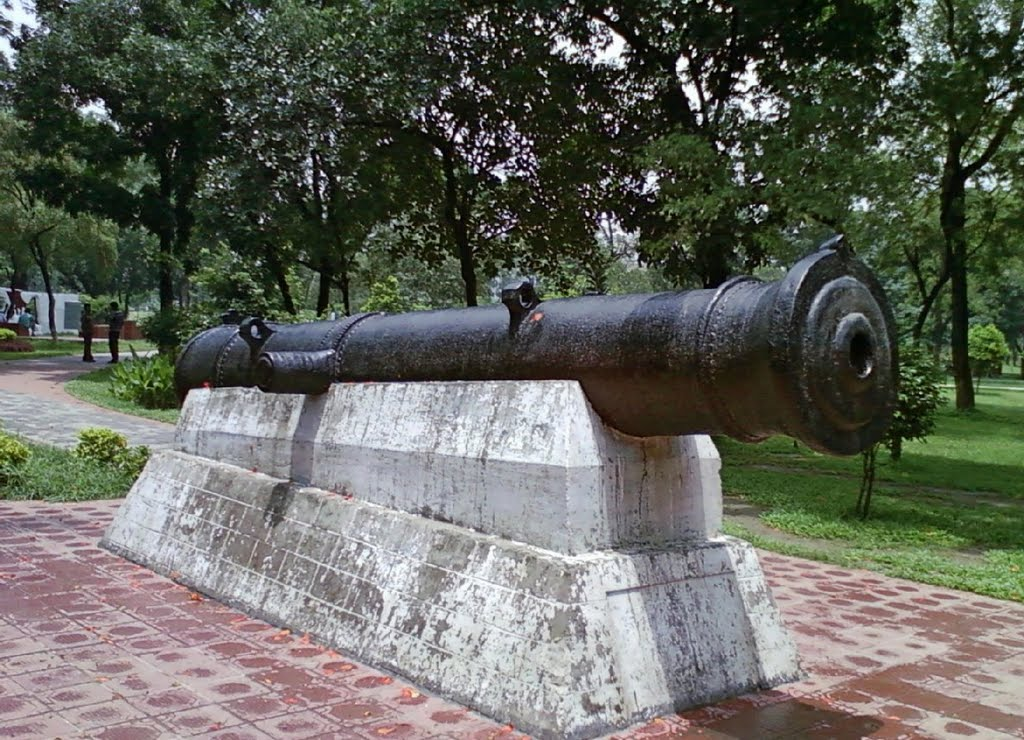
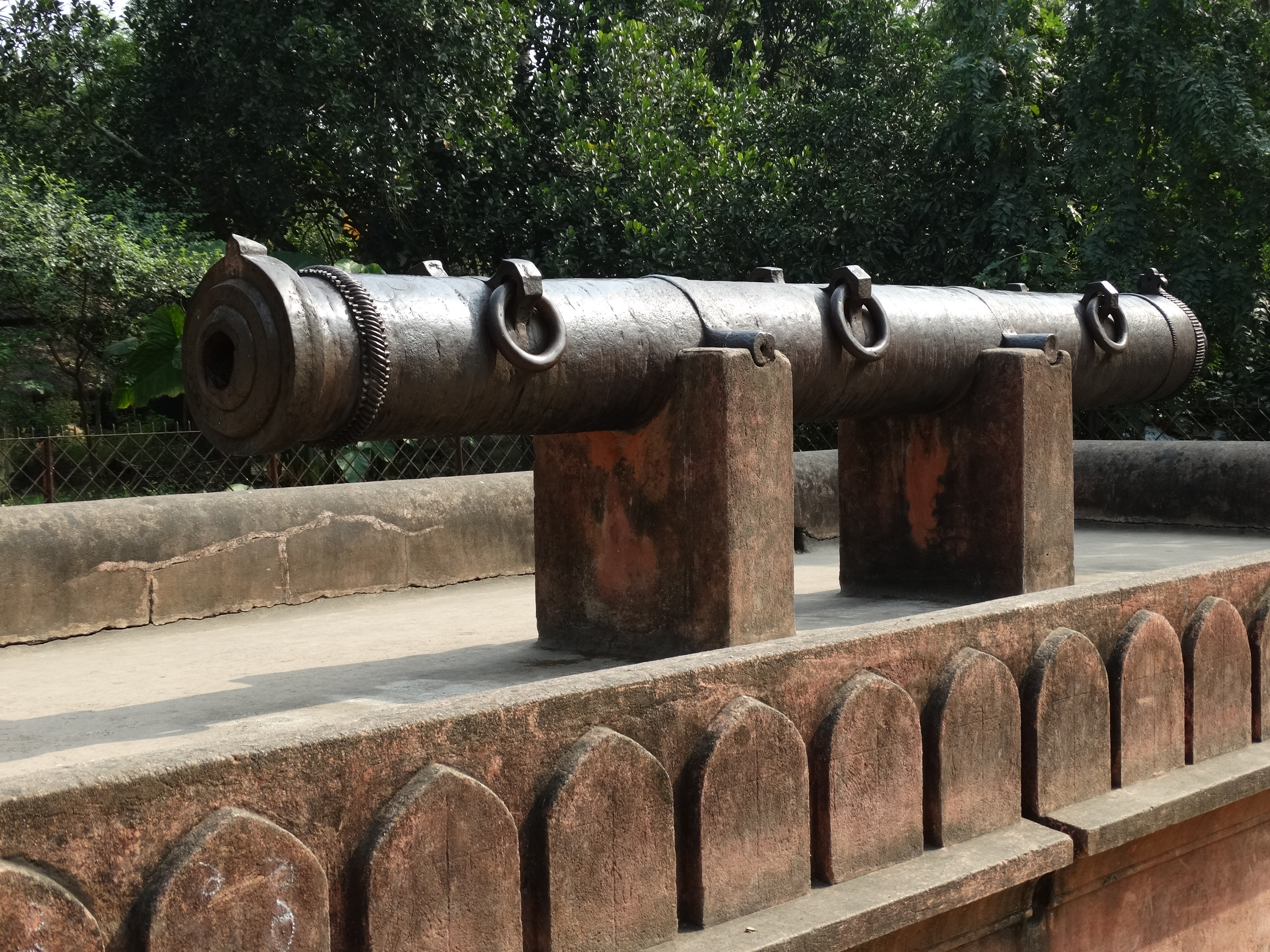
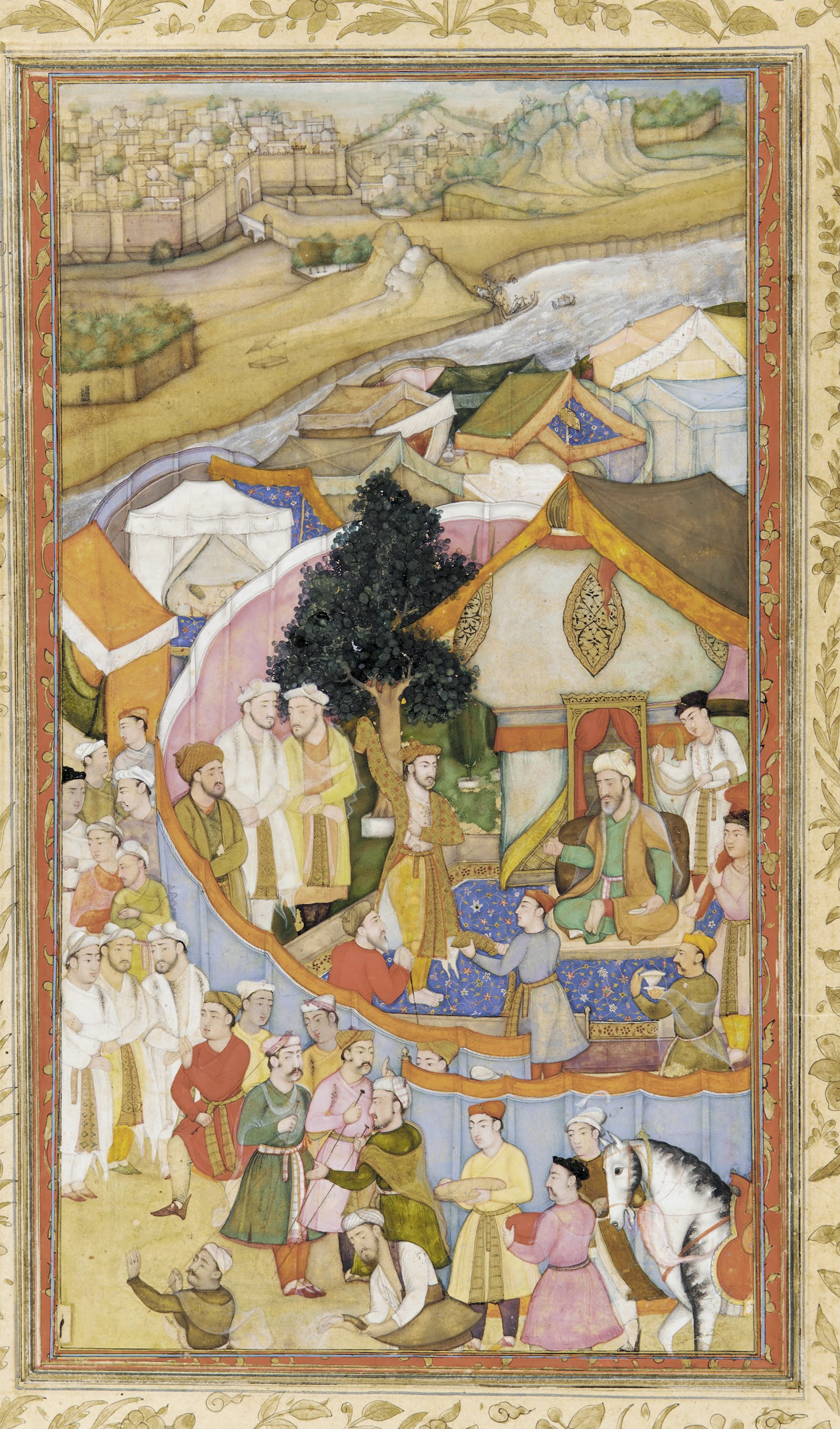
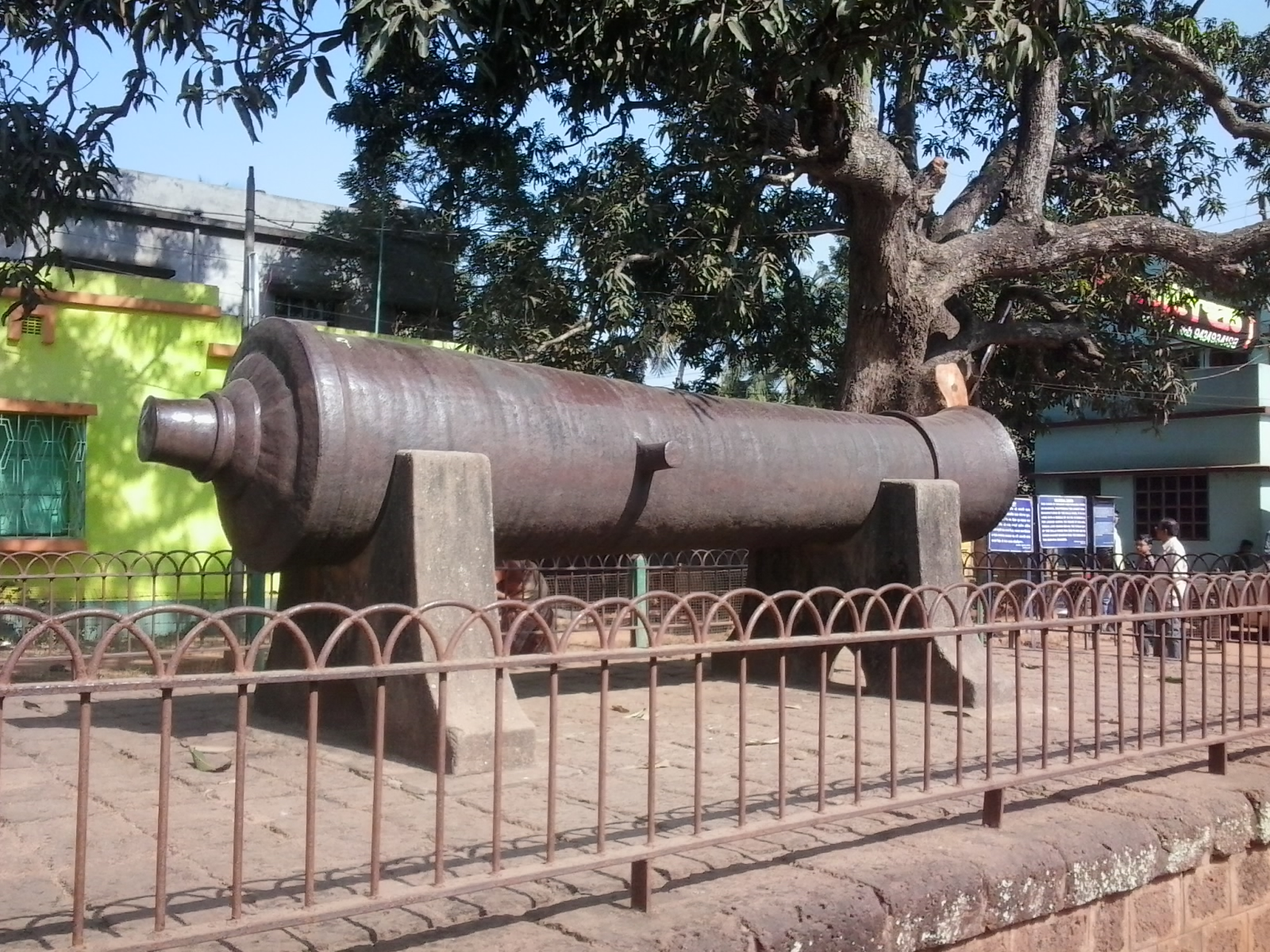

## قائمة نواب الملك (الوالي أو صوبه دار)

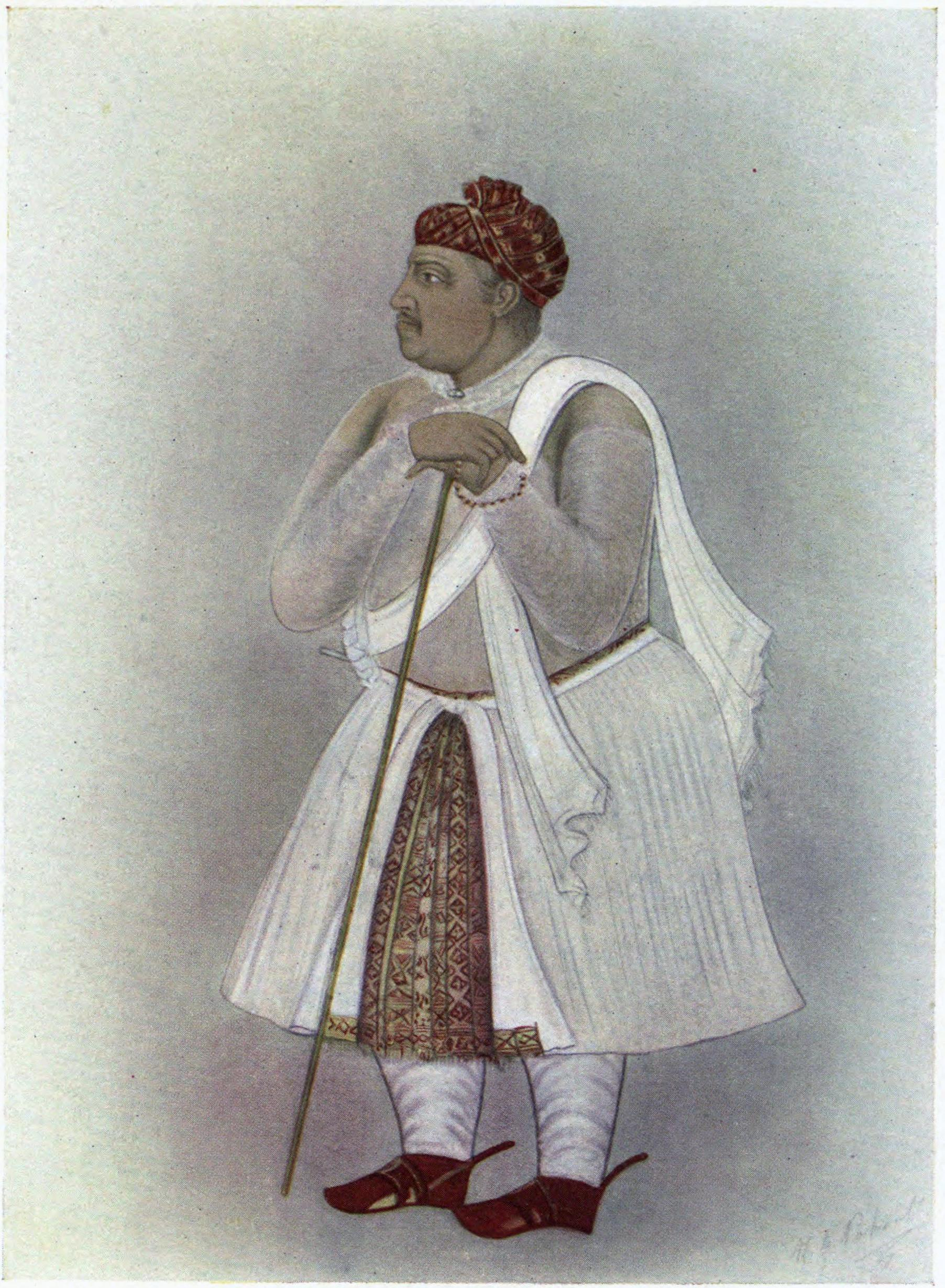
مان سينج الأول, الراجبوتي
والي البنغال (1594–1606)

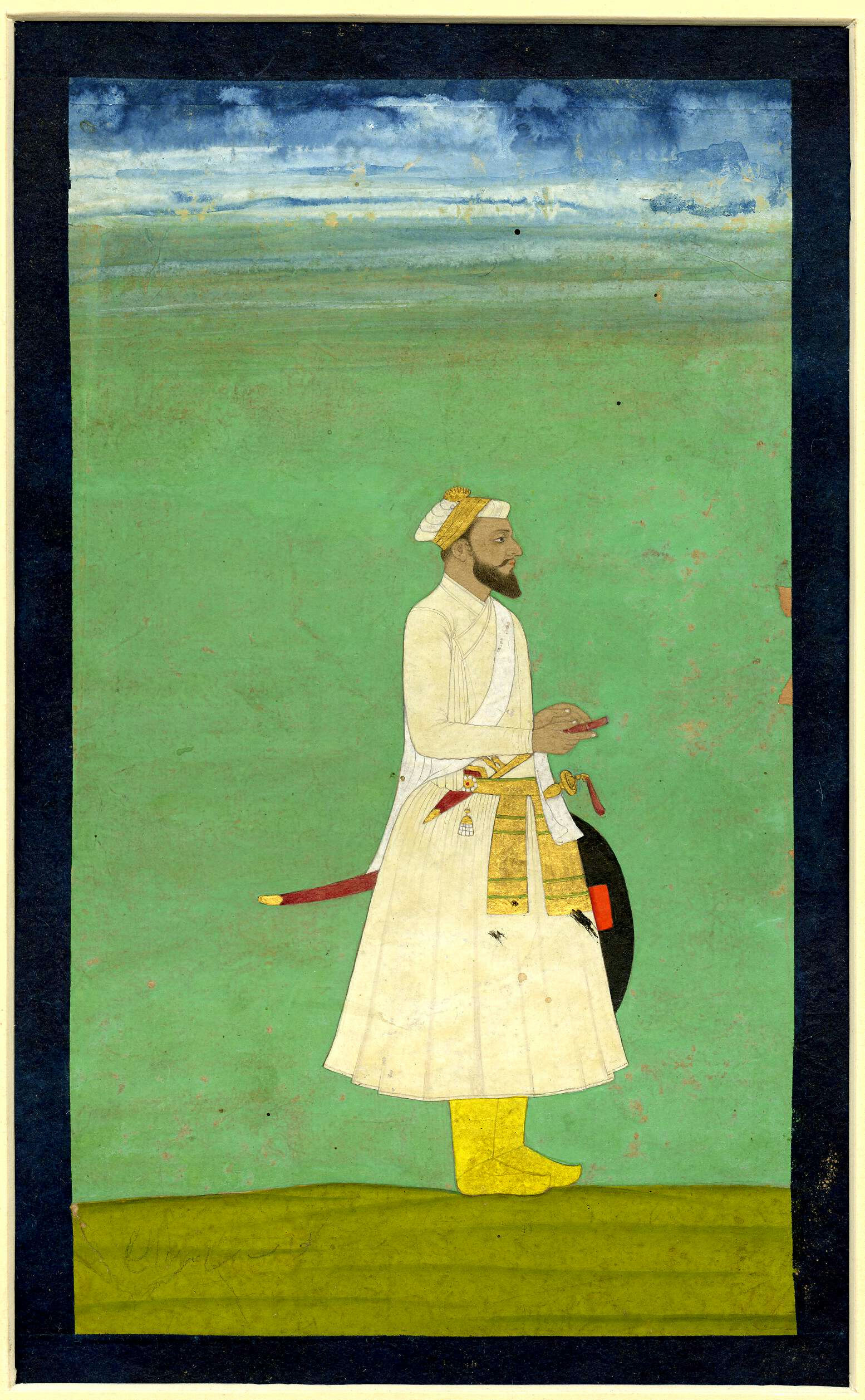
Shaista Khan, Viceroy (1664–1688)

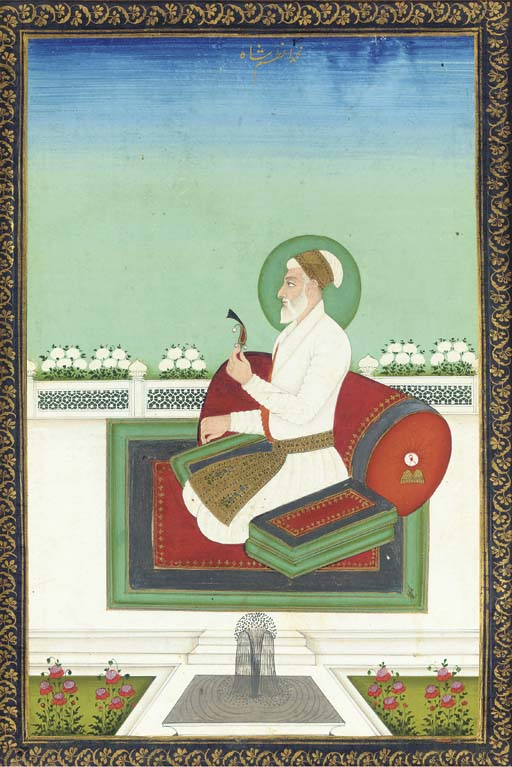
Viceroy محمد أعظم شاه (1678–1679), later the امبراطور البنغال

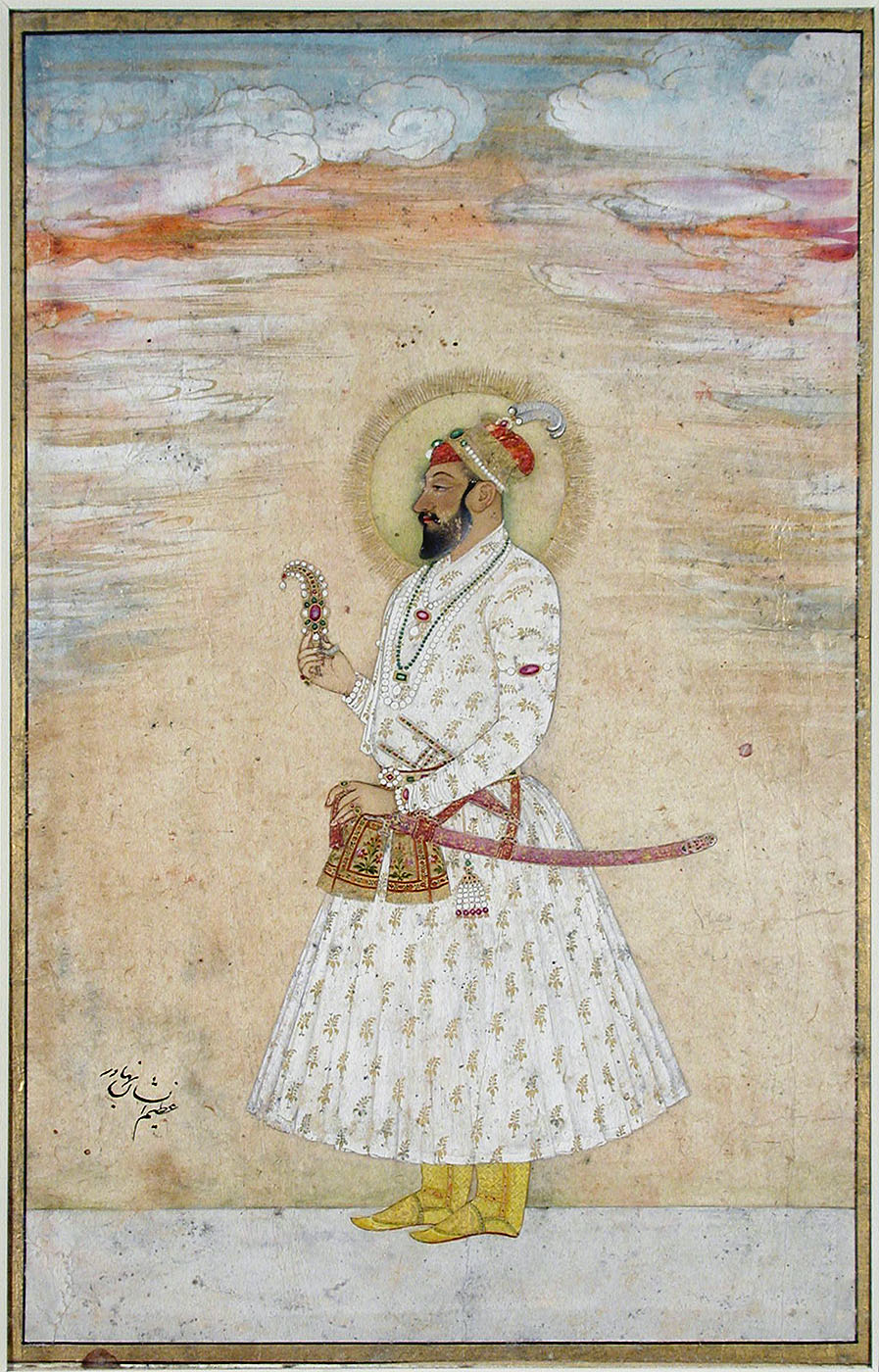
Viceroy Azim-us-Shan (1697–1712), later the امبراطور البنغالي

| Munim Khan Khan-i-Khanan منعم خان، خان خاناں                                                        | 25 September 1574 – 23 October 1575 |
| Hussain Quli Beg Khan Jahan I حسین قلی بیگ، خان جہاں اول                                            | 15 November 1575 – 19 December 1578 |
| Muzaffar Khan Turbati مظفر خان تربتی                                                                | 1579–1580                           |
| ميرزا كوكا Khan-e-Azam میرزا عزیز کوکہ،خان اعظم                                                     | 1582–1583                           |
| Shahbaz Khan Kamboh شھباز خان کمبوہ                                                                 | 1583–1585                           |
| صادق خان صادق خان                                                                                   | 1585–1586                           |
| Wazir Khan Tajik وزیر خان                                                                           | 1586–1587                           |
| Sa'id Khan سعید خان                                                                                 | 1587–1594                           |
| Raja Man Singh I راجہ مان سنگھ                                                                      | 4 June 1594 – 1606                  |
| Qutb-ud-din Khan Koka ‏ قطب الدین خان کوکہ                                                           | 2 September 1606 – May 1607         |
| Jahangir Quli Beg جہانگیر قلی بیگ                                                                   | 1607–1608                           |
| Sheikh Ala-ud-din Chisti ‏ Islam Khan Chisti اسلام خان چشتی                                          | June 1608 – 1613                    |
| Qasim Khan Chishti قاسم خان چشتی                                                                    | 1613–1617                           |
| إبراهيم خان فتح جنغ ابراہیم خان فتح جنگ                                                             | 1617–1622                           |
| مهابة خان ‏ محابت خان                                                                                | 1622–1625                           |
| Mirza Amanullah Khan Zaman II میرزا أمان اللہ، خان زماں ثانی                                        | 1625                                |
| Mukarram Khan ‏ مکرم خان                                                                             | 1625–1627                           |
| Fidai Khan فدای خان                                                                                 | 1627–1628                           |
| قاسم خان الجويني ‏ Qasim Manija قاسم خان جوینی، قاسم مانیجہ                                          | 1628–1632                           |
| Mir Muhammad Baqir Azam Khan میر محمد باقر، اعظم خان                                                | 1632–1635                           |
| إسلام خان المشهدي Islam Khan Mashhadi اسلام خان مشھدی                                               | 1635–1639                           |
| Sultan شاه شجاع (أمير مغولي) شاہ شجاع                                                               | 1639 -1660                          |
| مير جملة الثاني میر جملہ                                                                            | May 1660 – 30 March 1663            |
| شايستا خان Shaista Khan I میرزا أبو طالب، شایستہ خان                                                | March 1664 – 1676                   |
| Azam Khan Koka, Fidai Khan II اعظم خان کوکہ، فدای خان ثانی                                          | 1676–1677                           |
| Sultan محمد أعظم شاه Alijah محمد اعظم شاہ عالی جاہ                                                  | 1678- 1679                          |
| شايستا خان Shaista Khan I میرزا أبو طالب، شایستہ خان                                                | 1679–1688                           |
| إبراهيم خان الثاني ابراہیم خان ابن علی مردان خان                                                    | 1688–1697                           |
| Sultan Azim-us-Shan عظیم الشان                                                                      | 1697–1712                           |
| Others appointed but did not show up from 1712 to 1717 and managed by Deputy Subahdar مرشد قلي خان. |                                     |
| مرشد قلي خان مرشد قلی خان                                                                           | 1717–1727                           |

## قائمة نواب ناظم المستقلة
| Portrait       | Titular Name               | Personal Name                  | Birth                            | Reign                        | Death          |
| -------------- | -------------------------- | ------------------------------ | -------------------------------- | ---------------------------- | -------------- |
| Nasiri Dynasty |                            |                                |                                  |                              |                |
|                | Jaafar Khan Bahadur Nasiri | مرشد قلي خان                   | 1665                             | 1717– 1727                   | 30 June 1727   |
|                | Ala-ud-Din Haidar Jang     | Sarfaraz Khan Bahadur          | ?                                | 1727-1727                    | 29 April 1740  |
|                | Shuja ud-Daula             | شجاع الدين محمد خان            | Around 1670 (date not available) | July 1727 – 26 August 1739   | 26 August 1739 |
|                | Ala-ud-Din Haidar Jang     | Sarfaraz Khan Bahadur          | ?                                | 13 March 1739 – April 1740   | 29 April 1740  |
| Afsar Dynasty  |                            |                                |                                  |                              |                |
|                | Hashim ud-Daula            | Muhammad Alivardi Khan Bahadur | Before 10 May 1671               | 29 April 1740 – 9 April 1756 | 9 April 1756   |
|                | Siraj ud-Daulah            | Muhammad Siraj-ud-Daulah       | 1733                             | April 1756 – 2 June 1757     | 2 July 1757    |